# Schakels (film)
Schakels is een Nederlandse stomme film uit 1920 naar het gelijknamige toneelstuk uit 1903 van Herman Heijermans. De film wordt vermist: het origineel en alle kopieën zijn onvindbaar.
Heijermans verwijst met de titel naar het feit dat kinderen de schakel vormen tussen heden en verleden of tussen het aardse leven en het hiernamaals, en naar familieverwantschap.

## Verhaal
Aan het begin van de film wordt de jonge Pancras Duif gevolgd, die worstelt om zijn gezin te onderhouden en zijn werk als smid tot een succes te maken. Dan gaat de film 24 jaar verder. Inmiddels is Pancras al bejaard, maar hij heeft van zijn smederij, genaamd Schakels, een groot succes gemaakt. Deze wordt geleid door zijn zoon Henk, die zich tot president-commissaris heeft uitgeroepen.
De oude Pancras voelt zich alleen na het overlijden van zijn vrouw en neemt huishoudster Marianne in dienst. Zij fleurt zijn leven weer wat op en er ontstaat een grote liefde. Daar is zijn studerende zoon Toon het niet mee eens. Deze buit zijn vader zo uit met zijn dure studies dat zijn vader Pancras er bijna arm van wordt. Toon probeert de achtergrond van Marianne te achterhalen om zo te tonen dat Marianne niets waard is. Toch wil Pancras met Marianne trouwen, ondanks alle verhalen die hij over haar hoorde.

## Rolverdeling
| Acteur            | Personage         |
| ----------------- | ----------------- |
| Jan van Dommelen  | Pancras Duif      |
| Adelqui Migliar   | Henk Duif         |
| Annie Bos         | Marianne          |
| Louis Bouwmeester | Toontje Duif      |
| Paula de Waart    | Vrouw van Pancras |
| Louis Davids      | Jan Duif          |